# The Nexus (álbum)
The Nexus es el segundo álbum de la banda de metal sueca/danesa Amaranthe. Fue grabado en Dinamarca durante el otoño del año 2012 y salió a la venta el 22 de marzo de 2013 a través del sello discográfico Spinefarm Records. El álbum alcanzó el puesto 4 en las listas de Finlandia y el puesto 90 en las listas de Suecia. El álbum fue lanzado en diferentes fechas de marzo de 2013, a partir del día 13 en Japón y concluyendo el día 26 en los EE. UU. The Nexus es un desarrollo del sonido y las ideas amaranthe presentó en su primer disco. Los contrastes son mayores, la mezcla y mezclas de géneros es más "controvertido", y más libertades creativas fueron tomadas con The Nexus.

## Formación
- Elize Ryd - voz femenina
- Jake E - voz masculina
- Andreas Solveström - voz gutural
- Olof Mörck - guitarras y teclados
- Johan Andreassen - bajo
- Morten Løwe Sørensen - batería

## Lista de canciones
1. Afterlife
2. Invincible
3. The Nexus
4. Theory of Everything
5. Stardust
6. Burn With Me
7. Mecanical Illusion
8. Razorblade
9. Future On Hold
10. Electroheart
11. Transhuman
12. Infinity
13. Burn With Me (Acoustic)
14. Hunger (Acoustic)

## Posiciones en las listas
| Chart                                    | Peak position |
| ---------------------------------------- | ------------- |
| Swiss Albums Chart                       | 90            |
| Swedish Albums Chart                     | 6             |
| Finnish Albums Chart                     | 4             |
| Ultratop 50\|Belgian Ultratop (Wallonia) | 192           |
| UK Rock Chart                            | 17            |

### Álbum
| Lista (2011) | Posición |
| ------------ | -------- |
| Suecia       | 35       |
| Finlandia    | 16       |

## Lanzamiento
| País           | Fecha               |
| -------------- | ------------------- |
| Europa         | 13 de abril de 2011 |
| Estados Unidos | 10 de junio de 2011 |
| Japón          | 8 de junio de 2011  |